# Slatinka nad Bebravou
Slatinka nad Bebravou est un village de Slovaquie situé dans la région de Trenčín.

## Histoire
Première mention écrite du village en 1355.

## Démographie

### Évolution de la population
| Année:               | 1994. | 2004.    | 2014.    | 2024.   |
| -------------------- | ----- | -------- | -------- | ------- |
| Nombre de personnes: | 252   | 216      | 191      | 196     |
| Différence:          |       | -14,28 % | -11,57 % | +2,61 % |

| Année:               | 2023. | 2024.   |
| -------------------- | ----- | ------- |
| Nombre de personnes: | 204   | 196     |
| Différence:          |       | -3,92 % |